# 阿爾特馬 (紐約州)
阿爾特馬（英語：Altmar）是位於美國紐約州奧斯威戈縣的普查規定居民點。

## 人口
根據2020年美國人口普查的數據，阿爾特馬的面積為5.39平方千米，當中陸地面積為5.36平方千米，而水域面積為0.03平方千米。當地共有人口357人，而人口密度為每平方千米66.23人。